# قطر تريبيون
ا
قطر تريبيون (بالإنجليزية: َQatar Tribune)‏, صحيفة قطرية يومية إنجليزية سياسية جامعة

## الموقع الرسمي
الموقع الرسمي لصحيفة قطر تريبيون 